# Pierre Chrysostème Dusson de Bonnac
Pierre Chrysostème Dusson (eller d'Usson) de Bonnac, född 1724, död 1782, var en fransk greve och diplomat, son till Jean Louis d'Usson de Bonnac.
de Bonnac, som var generalmajor av infanteriet, efterträdde 1774 Charles Gravier de Vergennes som ambassadör i Stockholm, där han avled.